# شنا در المپیک تابستانی ۱۹۹۲
شنا یکی از ورزش‌های بازی‌های المپیک تابستانی ۱۹۹۲ بوده که در دو بخش مردان و زنان برگزار شده است.
در مجموع ۶۴۱ شناگر از ۹۲ کشور جهان در این مسابقات شرکت کرده‌اند.

## جدول مدال‌ها
| رتبه            | کشور                      | طلا | نقره | برنز | مجموع |
| --------------- | ------------------------- | --- | ---- | ---- | ----- |
| ۱               | ایالات متحده آمریکا (USA) | ۱۱  | ۹    | ۷    | ۲۷    |
| ۲               | تیم متحد (EUN)            | ۶   | ۳    | ۱    | ۱۰    |
| ۳               | مجارستان (HUN)            | ۵   | ۳    | ۱    | ۹     |
| ۴               | چین (CHN)                 | ۴   | ۵    | ۰    | ۹     |
| ۵               | آلمان (GER)               | ۱   | ۳    | ۷    | ۱۱    |
| ۶               | استرالیا (AUS)            | ۱   | ۳    | ۵    | ۹     |
| ۷               | کانادا (CAN)              | ۱   | ۰    | ۱    | ۲     |
| ۸               | اسپانیا (ESP)             | ۱   | ۰    | ۰    | ۱     |
| ۸               | ژاپن (JPN)                | ۱   | ۰    | ۰    | ۱     |
| ۱۰              | سوئد (SWE)                | ۰   | ۲    | ۱    | ۳     |
| ۱۱              | برزیل (BRA)               | ۰   | ۱    | ۰    | ۱     |
| ۱۱              | لهستان (POL)              | ۰   | ۱    | ۰    | ۱     |
| ۱۱              | نیوزیلند (NZL)            | ۰   | ۱    | ۰    | ۱     |
| ۱۴              | فرانسه (FRA)              | ۰   | ۰    | ۳    | ۳     |
| ۱۵              | ایتالیا (ITA)             | ۰   | ۰    | ۲    | ۲     |
| ۱۶              | بریتانیای کبیر (GBR)      | ۰   | ۰    | ۱    | ۱     |
| ۱۶              | سورینام (SUR)             | ۰   | ۰    | ۱    | ۱     |
| ۱۶              | فنلاند (FIN)              | ۰   | ۰    | ۱    | ۱     |
| مجموع (۱۸ کشور) | مجموع (۱۸ کشور)           | ۳۱  | ۳۱   | ۳۱   | ۹۳    |

## نتایج

### مردان
| بازی‌ها                 | طلا | طلا           | نقره | نقره     | برنز | برنز     |
| ۵۰ متر آزاد            | الکساندر پوپوف · تیم متحد · ( روسیه)                                                                                                | 21.91 (OR)    | مت بیوندی · ایالات متحده آمریکا | ۲۲٫۰۹    | تام جگر · ایالات متحده آمریکا                                                                            | ۲۲٫۳۰    |
| ۱۰۰ متر آزاد           | الکساندر پوپوف · تیم متحد · ( روسیه)                                                                                                | ۴۹٫۰۲         | گوستاو بورجز · برزیل | ۴۹٫۴۳    | استفان کارون · فرانسه                                                                                    | ۴۹٫۵۰    |
| ۲۰۰ متر آزاد           | یوگنی سادویی · تیم متحد · ( روسیه)                                                                                                  | 1:46.70 (OR)  | آندرس هولمچ · سوئد | ۱:۴۶٫۸۶  | انتی کاسویو · فنلاند                                                                                     | ۱:۴۷٫۶۳  |
| ۴۰۰ متر آزاد           | یوگنی سادویی · تیم متحد · ( روسیه)                                                                                                  | 3:45.00 (WR)  | کیرن پرکینز · استرالیا | ۳:۴۵٫۱۶  | آندرس هولمچ · سوئد                                                                                       | ۳:۴۶٫۷۷  |
| ۱۵۰۰ متر آزاد          | کیرن پرکینز · استرالیا | 14:43.48 (WR) | گلن هوسمن · استرالیا | ۱۴:۵۵٫۲۹ | یورگ هوفمان · آلمان                                                                                      | ۱۵:۰۲٫۲۹ |
| ۱۰۰ متر کرال پشت       | مارک تیوکسبری · کانادا | 53.98 (OR)    | جف روز · ایالات متحده آمریکا | ۵۴٫۰۴    | دیوید برکوف · ایالات متحده آمریکا                                                                        | ۵۴٫۷۸    |
| ۲۰۰ متر کرال پشت       | مارتین لوپز-زوبرو · اسپانیا | 1:58.47 (OR)  | ولادیمیر سلکوف · تیم متحد · ( روسیه) | ۱:۵۸٫۸۷  | استفانو باتیستلی · ایتالیا                                                                               | ۱:۵۹٫۴۰  |
| ۱۰۰ متر قورباغه        | نلسون دیبل · ایالات متحده آمریکا | 1:01.50 (OR)  | نوربرت روژا · مجارستان | ۱:۰۱٫۶۸  | فیل راجرز · استرالیا                                                                                     | ۱:۰۱٫۷۶  |
| ۲۰۰ متر قورباغه        | میک بارومن · ایالات متحده آمریکا | 2:10.16 (WR)  | نوربرت روژا · مجارستان | ۲:۱۱٫۲۳  | نیک گیلینگام · بریتانیای کبیر                                                                            | ۲:۱۱٫۲۹  |
| ۱۰۰ متر پروانه         | پابلو مورالس · ایالات متحده آمریکا                                                                                                  | ۵۳٫۳۲         | رافاو شوکالا · لهستان | ۵۳٫۳۵    | آنتونی نستی · سورینام                                                                                    | ۵۳٫۴۱    |
| ۲۰۰ متر پروانه         | ملوین استوارت · ایالات متحده آمریکا                                                                                                 | 1:56.26 (OR)  | دانیون لودر · نیوزیلند | ۱:۵۷٫۹۳  | فرانک اسپوزیتو · فرانسه                                                                                  | ۱:۵۸٫۵۱  |
| ۲۰۰ متر مختلط انفرادی  | تاماش دارنی · مجارستان | ۲:۰۰٫۷۶       | گرگ برگز · ایالات متحده آمریکا | ۲:۰۰٫۹۷  | آتیلا تسنه · مجارستان                                                                                    | ۲:۰۱٫۰۰  |
| ۴۰۰ متر مختلط انفرادی  | تاماش دارنی · مجارستان | 4:14.23 (OR)  | اریک نیمسنیک · ایالات متحده آمریکا | ۴:۱۵٫۵۷  | لوکا ساکی · ایتالیا                                                                                      | ۴:۱۶٫۳۴  |
| ۴×۱۰۰ متر آزاد امدادی  | ایالات متحده آمریکا (USA) · جو هادپول · مت بیوندی · تام جگر · جان اولسن · شان جردن* · جوئل توماس*                                   | ۳:۱۶٫۷۴       | تیم متحد (EUN) · پاولو خنکین · گنادی پریگودا · یوری باشکاتوف · الکساندر پوپوف · ولادیمیر پیشننکو* · ونیامین تایانوویچ*                  | ۳:۱۷٫۵۶  | آلمان (GER) · دیرک ریشتر · کریستیان تروگر · استفن زسنر · مارک پینگر · آندرئاس سیگات* · بنگت زیراسکی*     | ۳:۱۷٫۹۰  |
| ۴×۲۰۰ متر آزاد امدادی  | تیم متحد (EUN) · دمیتری لپیکوف · ولادیمیر پیشننکو · ونیامین تایانوویچ · یوگنی سادویی · الکسی کودریافتسف* · یوری موخین*              | ۷:۱۱٫۹۵       | سوئد (SWE) · کریستر والین · آندرس هولمچ · تامی ورنر · لارس فرولاندر                                                                     | ۷:۱۵٫۵۱  | ایالات متحده آمریکا (USA) · جو هادپول · ملوین استوارت · جان اولسن · داگ گیتسن · اسکات جف* · دان یورگنسن* | ۷:۱۶٫۲۳  |
| ۴×۱۰۰ متر مختلط امدادی | ایالات متحده آمریکا (USA) · جف روز · نلسون دیبل · پابلو مورالس · جان اولسن · دیوید برکوف* · هانس درش* · ملوین استوارت* · مت بیوندی* | ۳:۳۶٫۹۳       | تیم متحد (EUN) · ولادیمیر سلکوف · واسیلی ایوانوف · پاولو خنکین · الکساندر پوپوف · ولادیمیر پیشننکو* · ولادیلاو کالیکف* · دمیتری وولکوف* | ۳:۳۸٫۵۶  | کانادا (CAN) · مارک تیوکسبری · جاناتان کلیولند · مارسل جری · استفان کلارک · تام پونتینگ*                 | ۳:۳۹٫۶۶  |

* Swimmers who participated in the heats only and received medals.

### زنان
| بازی‌ها                 | طلا | طلا          | نقره | نقره    | برنز | برنز    |
| ۵۰ متر آزاد            | یانگ ونیی · چین | 24.79 (WR)   | ژوانگ یونگ · چین | ۲۵٫۰۸   | آنجل مارتینو · ایالات متحده آمریکا                                                                                 | ۲۵٫۲۳   |
| ۱۰۰ متر آزاد           | ژوانگ یونگ · چین | 54.64 (OR)   | جنی تامپسون · ایالات متحده آمریکا                                                                                               | ۵۴٫۸۴   | فرانزیسکا فان آلمزیک · آلمان                                                                                       | ۵۴٫۹۴   |
| ۲۰۰ متر آزاد           | نیکول هایسلت · ایالات متحده آمریکا | ۱:۵۷٫۹۰      | فرانزیسکا فان آلمزیک · آلمان | ۱:۵۸٫۰۰ | کرستین کیلگاس · آلمان                                                                                              | ۱:۵۹٫۶۷ |
| ۴۰۰ متر آزاد           | داگمر هاس · آلمان | ۴:۰۷٫۱۸      | جانت اوانز · ایالات متحده آمریکا                                                                                                | ۴:۰۷٫۳۷ | هیلی لوئیس · استرالیا                                                                                              | ۴:۱۱٫۲۲ |
| ۸۰۰ متر آزاد           | جانت اوانز · ایالات متحده آمریکا | ۸:۲۵٫۵۲      | هیلی لوئیس · استرالیا | ۸:۳۰٫۳۴ | یانا هنکه · آلمان                                                                                                  | ۸:۳۰٫۹۹ |
| ۱۰۰ متر کرال پشت       | کریستینا اگرسگی · مجارستان | 1:00.68 (OR) | تونده سابو · مجارستان | ۱:۰۱٫۱۴ | لی مارر · ایالات متحده آمریکا                                                                                      | ۱:۰۱٫۴۳ |
| ۲۰۰ متر کرال پشت       | کریستینا اگرسگی · مجارستان | 2:07.06 (OR) | داگمر هاس · آلمان | ۲:۰۹٫۴۶ | نیکول لیوینگستون · استرالیا                                                                                        | ۲:۱۰٫۲۰ |
| ۱۰۰ متر قورباغه        | یلنا رودکوفسکایا · تیم متحد · ( بلاروس) | ۱:۰۸٫۰۰      | آنیتا نال · ایالات متحده آمریکا                                                                                                 | ۱:۰۸٫۱۷ | سامانتا رایلی · استرالیا                                                                                           | ۱:۰۹٫۲۵ |
| ۲۰۰ متر قورباغه        | کیوکو ایواساکی · ژاپن | 2:26.65 (OR) | لین لی · چین | ۲:۲۶٫۸۵ | آنیتا نال · ایالات متحده آمریکا                                                                                    | ۲:۲۶٫۸۸ |
| ۱۰۰ متر پروانه         | چیان هونگ · چین | 58.62 (OR)   | کریسی آمان-لیتون · ایالات متحده آمریکا                                                                                          | ۵۸٫۷۴   | کاترین پلوینسکی · فرانسه                                                                                           | ۵۹٫۰۱   |
| ۲۰۰ متر پروانه         | سامر ساندرز · ایالات متحده آمریکا | ۲:۰۸٫۶۷      | وانگ شیائوهونگ · چین | ۲:۰۹٫۰۱ | سوزی اونیل · استرالیا                                                                                              | ۲:۰۹٫۰۳ |
| ۲۰۰ متر مختلط انفرادی  | لین لی · چین | 2:11.65 (WR) | سامر ساندرز · ایالات متحده آمریکا                                                                                               | ۲:۱۱٫۹۱ | دانیلا هونگر · آلمان                                                                                               | ۲:۱۳٫۹۲ |
| ۴۰۰ متر مختلط انفرادی  | کریستینا اگرسگی · مجارستان | ۴:۳۶٫۵۴      | لین لی · چین | ۴:۳۶٫۷۳ | سامر ساندرز · ایالات متحده آمریکا                                                                                  | ۴:۳۷٫۵۸ |
| ۴×۱۰۰ متر آزاد امدادی  | ایالات متحده آمریکا (USA) · نیکول هایسلت · آنجل مارتینو · جنی تامپسون · دارا تورس · اشلی تاپیت* · کریسی آمان-لیتون*                          | ۳:۳۹٫۴۶      | چین (CHN) · لی جینگی · لو بین · ژوانگ یونگ · یانگ ونیی · ژائو کون*                                                              | ۳:۴۰٫۱۲ | آلمان (GER) · فرانزیسکا فان آلمزیک · دانیلا هونگر · سیمون اوسیگوس · مانوئلا استلماخ · کرستین کیلگاس* · آنت هادینگ* | ۳:۴۱٫۶۰ |
| ۴×۱۰۰ متر مختلط امدادی | ایالات متحده آمریکا (USA) · کریسی آمان-لیتون · لی مارر · آنیتا نال · جنی تامپسون · جانی واگستاف* · مگان کلین* · سامر ساندرز* · نیکول هایسلت* | ۴:۰۲٫۵۴      | آلمان (GER) · فرانزیسکا فان آلمزیک · یانا دوریس · داگمر هاس · دانیلا هونگر · دانیلا برندل* · بتینا اوسترووسکی* · سیمون اوسیگوس* | ۴:۰۵٫۱۹ | تیم متحد (EUN) · نینا ژیوانوسکیا · اولگا کیریچنکو · ناتالیا مشچریاکووا · یلنا رودکوفسکایا · یلنا شوبینا*           | ۴:۰۶٫۴۴ |

* Swimmers who participated in the heats only and received medals.

## کشورهای شرکت‌کننده
- آلبانی (۱)
- الجزایر (۱)
- آنگولا (۳)
- آرژانتین (۳)
- استرالیا (۳۳)
- اتریش (۲)
- باهاما (۲)
- بنگلادش (۱)
- بلژیک (۷)
- برمودا (۶)
- بولیوی (۲)
- بوسنی و هرزگوین (۲)
- برزیل (۹)
- بلغارستان (۵)
- کانادا (۲۹)
- چین (۱۶)
- جمهوری کنگو (۱)
- کاستاریکا (۱)
- کلمبیا (۱)
- کوبا (۲)
- قبرس (۲)
- چکسلواکی (۸)
- دانمارک (۸)
- اکوادور (۱)
- مصر (۲)
- السالوادور (۱)
- استونی (۴)
- فیجی (۳)
- فنلاند (۱۲)
- فرانسه (۲۵)
- آلمان (۳۴)
- بریتانیای کبیر (۳۰)
- یونان (۲)
- گوآم (۷)
- گواتمالا (۵)
- هندوراس (۴)
- هنگ کنگ (۸)
- مجارستان (۱۳)
- ایسلند (۲)
- ورزشکاران مستقل المپیک (۴)
- ایرلند (۲)
- اسرائیل (۴)
- ایتالیا (۲۴)
- ژاپن (۲۵)
- کویت (۳)
- لتونی (۱)
- لبنان (۱)
- لیتوانی (۲)
- لوکزامبورگ (۱)
- ماداگاسکار (۱)
- مالزی (۱)
- مالدیو (۲)
- موریس (۶)
- مکزیک (۷)
- موناکو (۱)
- موزامبیک (۳)
- نامیبیا (۲)
- هلند (۹)
- نیوزیلند (۱۱)
- نیجریه (۲)
- نروژ (۶)
- پاناما (۱)
- پاراگوئه (۲)
- پرو (۲)
- فیلیپین (۵)
- لهستان (۱۴)
- پرتغال (۹)
- پورتوریکو (۶)
- رومانی (۱۰)
- سان مارینو (۵)
- عربستان سعودی (۲)
- سنگال (۲)
- سیشل (۴)
- سنگاپور (۵)
- اسلوونی (۵)
- آفریقای جنوبی (۱۰)
- کره جنوبی (۴)
- اسپانیا (۲۱)
- سری‌لانکا (۱)
- سورینام (۳)
- سوئد (۱۷)
- سوئیس (۴)
- سوریه (۱)
- تایلند (۵)
- ترکیه (۳)
- تیم متحد (۲۹)
- امارات متحده عربی (۵)
- ایالات متحده آمریکا (۴۰)
- جزایر ویرجین (۳)
- اروگوئه (۱)
- ویتنام (۲)
- زیمبابوه (۴)